# The L Word
The L Word is een Amerikaanse dramaserie over een groep lesbiennes uit Los Angeles, die sinds januari 2004 door de kabelzender Showtime werd uitgezonden. De serie was in 47 landen te zien, waaronder België (sinds december 2004 op VT4) en Nederland (sinds juni 2005 op Yorin en later RTL 5). De serie werd ook vanaf 2009 elke maandag op RTL 8 uitgezonden. De bedenker en producer van de serie is Ilene Chaiken. Zij is tevens een van de schrijvers naast Guinevere Turner en Rose Troche. De hoofdrollen worden vervuld door Jennifer Beals, Laurel Holloman, Katherine Moennig, Erin Daniels, Leisha Hailey en Mia Kirshner.
The L Word volgt het leven van een groep lesbische vriendinnen in West Hollywood. De serie focust op hun liefdesleven en hun onderlinge vriendschap en lijkt in die zin op series als Friends en Sex and the City. Het is echter de eerste televisieserie met zo veel vaste lesbische personages wier seksleven bovendien nietsverhullend in beeld wordt gebracht.
De verschillende hoofdpersonages vertegenwoordigen elk een bepaald ‘type’ lesbienne. Bette Porter (Beals) en Tina Kennard (Holloman) hebben een vaste relatie en proberen via KI een kind te krijgen. Bette is directeur van een museum en zorgt voor het gezinsinkomen, terwijl Tina haar baan heeft opgezegd en zich voorbereidt op het moederschap. Shane McCutcheon (Moennig) is een echte 'womanizer': een androgyne schoonheid die vele vrouwen het hoofd op hol brengt en evenveel harten breekt, omdat ze zich niet durft te binden. Dana Fairbanks (Daniels) is een toptennisster die nog niet publiekelijk uit de kast is gekomen uit angst haar sponsors te verliezen. Ze heeft weinig ervaring met relaties en is daarin erg onhandig. Alice Pieszecki (Hailey) is biseksueel, journalist en de spil van de groep. Tot slot heeft Jenny Schecter (Kirshner) pas ontdekt dat ze ook iets voor vrouwen voelt en twijfelt over haar geaardheid.
Hoewel de personages samen een breed spectrum van stereotypen lijken te beslaan, is de serie bekritiseerd om het feit dat de diversiteit binnen de lesbische gemeenschap onvoldoende wordt gerepresenteerd. In de eerste plaats zijn alle personages jong, mooi en slank, ze hebben goede banen en - het belangrijkste punt van kritiek - het butchtype ontbreekt. Het is waarschijnlijk dat bij het schrijven en het casten van de serie in dit opzicht rekening is gehouden met de kijkcijfers. Om zich in de moordende concurrentiestrijd van de Amerikaanse commerciële televisie staande te kunnen houden, was het van essentieel belang dat de serie zowel bij een homoseksueel als heteroseksueel publiek in de smaak zou vallen. Men zal geredeneerd hebben dat homoseksualiteit op zich al voldoende controversieel is zonder onpopulaire stereotypen en interraciale relaties en dat schoonheid voor alle soorten kijkers aangenaam is. Of het door deze strategie komt of niet, de serie is populair genoeg gebleken om te mogen voortbestaan. In januari 2009 is het zesde seizoen van start gegaan, wat echter tot op heden het laatste seizoen is geweest.